# Bertolucci secondo il cinema
Bertolucci secondo il cinema è un documentario televisivo italiano, trasmesso su Rai 2 il 28 febbraio 1976.

## Contenuti
Di genere documentario, questo film per la TV è stato diretto da Gianni Amelio, e girato in 16 mm sul set del film Novecento di Bernardo Bertolucci. Fra prove filmate, il racconto di un'intera giornata di lavoro e osservazioni dietro le quinte, affiorano momenti più intimi, come l'autoritratto di Sterling Hayden lungo il fiume e brani di conversazione sul cinema con Bernardo Bertolucci.

## Proiezione e restauro
Il film è andato in onda per la prima volta su Rai 2 il 28 febbraio 1976. Nel 2000 il film TV è stato restaurato a cura del Museo Nazionale del Cinema di Torino. La copia restaurata è stata proiettata alla 57ª Mostra internazionale d'arte cinematografica di Venezia il 3 settembre 2000.